# Glansbladet rose
Glansbladet rose eller virginiarose (Rosa virginiana) er en løvfældende busk med spinkle skud, lyserøde blomster og små, runde hyben. Planten bruges ofte i trerækkede læhegn.

## Beskrivelse
Glansbladet rose er en lille, løvfældende busk med opret til opstigende vækst og spinkle skud. Barken er først rødlig og dækket af børsteagtige torne. Senere bliver den brunrød med stive, røde torne. Gamle grene får en grå og opsprækkende bark og væsentlig færre torne. Knopperne er spredt stillede og ægformede med tydelig spids og røde sklrande. Bladene er uligefinnede med 7-9 ovale småblade, der har savtakket rand. Oversiden er blank og mørkegrøn, mens undersiden er grågrøn. Høstfarven er dybrød. Blomstringen foregår i juni-august, hvor man finder blomsterne siddende 4-5 sammen i endestillede stande på korte dværgskud. De enkelte blomster er 5-tallige og regelmæssige med lyserøde kronblade. Frugterne er runde, røde hyben (ca. 1,5 cm i diameter).
Rodsystemet består af vidtrækkende, kraftige hovedrødder og masser af siderødder. Grene, som er i længere, uafbrudt jordkontakt, slår rod. Blomsterne dufter fint.
Planten når en størrelse på 1,50 m i både højde og bredde.

## Hjemsted
Glansbladet rose hører oprindelig hjemme i det østlige Nordamerika, dvs. fra Ontario og Newfoundland i Canada til Alabama og Arkansas i USA. Her findes den i vegetationer fra de kystnære klitter til skovbryn og lysninger i bjergene. På Hempstead Plains, som er en del af Long Island, New York, USA, fandtes et næsten træløst plantesamfund før byen bredte sig hen over det meste af arealet. Her voksede arten sammen med bl.a. almindelig giftsumak, amerikansk kermesbær, blomsterkornel, blyantene, bregnepors, canadisk gyldenris, glansbladet hæg, gul farvebælg, hvidask, håret solhat, kalkunfod, kopalsumak, Lysimachia quadrifolia (en art af Fredløs), Malus coronaria (en art af Æble (et Paradisæble)), marylandlyonia, orange silkeplante, præriehirse, prærietandbælg, pudeasters, Sisyrinchium albidum (en art af blåøje), skarlageneg, Sorghastrum nutans (en meget udbredt art af græs), toårig natlys og weymouthfyr
Arten er sjælden som vildtvoksende i Danmark, men den er kendt fra hele landet langs veje og i hegn.

## Anvendelse
Planten anvendes fortrinsvis som kantplante omkring vildtplantninger. Glansbladet rose breder sig med rodslående grene. Den er velegnet til fugtig jord, men kan i øvrigt anvendes på såvel lerjord som tør sandjord.
Den er meget hårdfør og kan blive mere end 50 år gammel. Den er lyskrævende og tåler vind.
| Portal | Portal:Botanik |